# Ottavio Fabbri
Ottavio Fabbri (* 15. September 1946 in Mailand) ist ein italienischer Filmschaffender und Maler.

## Leben
Fabbri schloss an der Universität Urbino in Politikwissenschaften ab und besuchte anschließend das Centro Sperimentale di Cinematografia, wo er im Regiefach diplomierte. Beim „Festival dei Popoli di Firenze“ erschien 1973 sein mit einigen Kollegen realisierte Dokumentarfilm Marrakesh, a Special Trip. Ein anschließend mit Michelangelo Antonioni entwickeltes Drehbuch wurde nicht umgesetzt.
Sein Spielfilmdebüt erschien 1975. Movie Rush war ein ironischer Blick auf das Filmgeschäft; die Kritiker vermerkten jedoch vor allem einen Nackauftritt von Darstellerin Loredana Bertè. Nach zwei Dokumentarfilm über die Formel 1 und einem Konzertfilm schrieb er das Drehbuch zu Joe D’Amatos stark umstrittenen Buio omega. Fabbri wandte sich der Produktion zu; sechs Fernsehfilme von Stefania Casini entstanden. 1989 kehrte er auf den Regiestuhl zurück, bevor er dem Filmwesen ganz den Rücken kehrte.
Fabbri widmete sich von da an ganz der Malerei; seine Werke werden international gezeigt.

## Filmografie (Auswahl)
- 1975: Movie Rush
- 1978: Speed Fever (Formula 1 – La febbre della velocità)
- 1979: Sado – Stoß das Tor zur Hölle auf (Buio Omega)
- 1989: Eine Liebesreise (Viaggio d’amore)